# Rivière Trout
Rivière Trout är ett vattendrag i Kanada.   Det ligger i provinsen Québec, i den sydöstra delen av landet, 120 km öster om huvudstaden Ottawa.
Omgivningarna runt Rivière Trout är en mosaik av jordbruksmark och naturlig växtlighet. Runt Rivière Trout är det glesbefolkat, med 18 invånare per kvadratkilometer.